# 송학중학교
송학중학교(松鶴中學校)는 대한민국 충청북도 제천시 송학면 시곡리에 있는 공립 중학교이다.

## 학교 연혁
- 1971년 1월 9일 : 송학중학교 설립인가
- 1971년 3월 10일 : 개교(남여 공학 3학급)
- 2003년 10월 20일 : 교실(5), 관리실 및 특별실(17) 신축 준공
- 2006년 12월 15일 : 도서실 리모델링 개관
- 2009년 2월 28일 : 영어전용학습실 개관
- 2012년 8월 30일 : 과학실 리모델링 개관
- 2023년 1월 6일 : 제50회 졸업식 2명 (총 6,021명)
- 2024년 3월 1일 : 김덕진 교장 취임

## 참고 자료
- 송학중학교 - 한국교육학술정보원 학교알리미